# St. Maria (Seubersdorf)

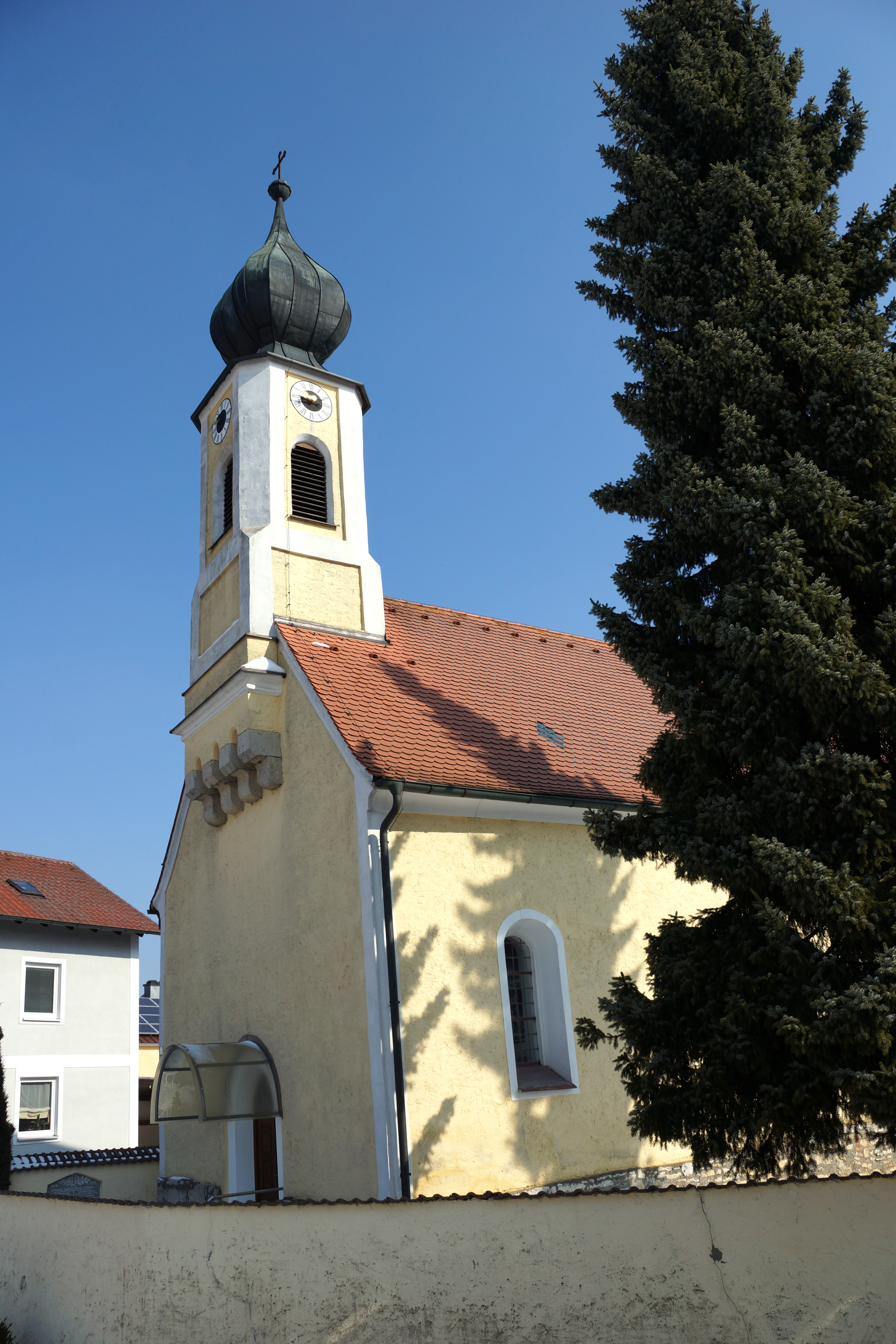
St. Maria (Seubersdorf)

Die römisch-katholische, denkmalgeschützte Filialkirche St. Maria, die bis 1949 die Pfarrkirche St. Gregor war, steht in Seubersdorf in der Oberpfalz, einer Gemeinde im Landkreis Neumarkt in der Oberpfalz. Sie ist dem Bistum Eichstätt zugeordnet. Das Bauwerk ist unter der Denkmalnummer D-3-73-160-1 als Baudenkmal in die Bayerische Denkmalliste eingetragen.

## Beschreibung
Die Saalkirche wurde in der zweiten Hälfte des 17. Jahrhunderts erbaut und 1958 nach einem Entwurf von Friedrich Haindl erneuert. Sie besteht aus einem Langhaus, das einen dreiseitigen Abschluss im Osten hat. Aus seinem Satteldach über dem Giebel im Westen erhebt sich ein quadratischer Dachreiter, der mit einer Zwiebelhaube bedeckt ist. Sein oberstes Geschoss mit abgeschrägten Ecken beherbergt die Turmuhr und den Glockenstuhl.
Der Innenraum des Langhauses ist mit einem Stichkappengewölbe überspannt, das auf wandständigen Pfeilern ruht. Zur Kirchenausstattung gehört ein Hochaltar aus der Erbauungszeit, der von zwei Heiligen flankiert wird, auf dessen Altarretabel eine Mondsichelmadonna dargestellt ist. Die Orgel wurde 1993 von Andreas M. Ott gebaut.